# یغیشه تادئوسیان
یغیشه مارتیروسی تادئوسیان (ارمنی: Եղիշե Մարտիրոսի Թադևոսյան؛ ۱۲ سپتامبر ۱۸۷۰ – ۲۲ ژانویهٔ ۱۹۳۶) یک نقاش اهل ارمنستان که آثارش با جنبش‌های Peredvizhniki و میر ایسکوستوا مرتبط بود. عنوان «هنرمند افتخاری ارمنستان شوروی» در سال ۱۹۳۵ به وی اعطا گردید.

## زندگی‌نامه
وی در ۲۴ سپتامبر [سبک قدیمی: ۱۲ سپتامبر] ۱۸۷۰ در واغارشاپات به دنیا آمد و در مدرسه لازاریان تحصیل نمود. سپس مدرسه نقاشی، مجسمه‌سازی و معماری ثبت نام نمود. وی در سال ۱۸۹۴ فارغ‌التحصیل شد. در سال ۱۹۰۱ وی از مسکو به تفلیس نقل مکان نمود. آثار اولیه وی تحت تأثیر وارتگس سورنیانس بوده است اما پس از آن وی شروع به‌کارگیری از تکنیک‌های امپرسیونیسم و نقطه‌چینی نمودهاست. در سال ۱۹۱۶ وی اتحادیه هنرمندان ارمنستان یغیشه تادئوسیان. در ۲۲ ژانویهٔ ۱۹۳۶ در ۶۵ سن سالگی در تفلیس درگذشت و در پانتئون کومیتاس واقع در مرکز شهر ایروان به خاک سپرده شده است. یک خیابان در ایروان و یک مدرسه هنری در واغارشاپات به افتخار وی نامگذاری شده است.

## نگارخانه

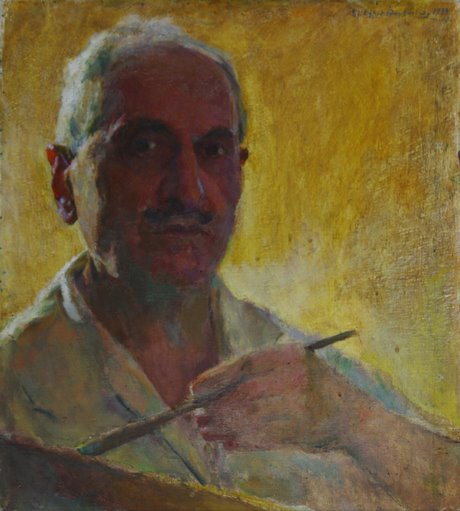
پرتره شخصی (۱۹۳۳)
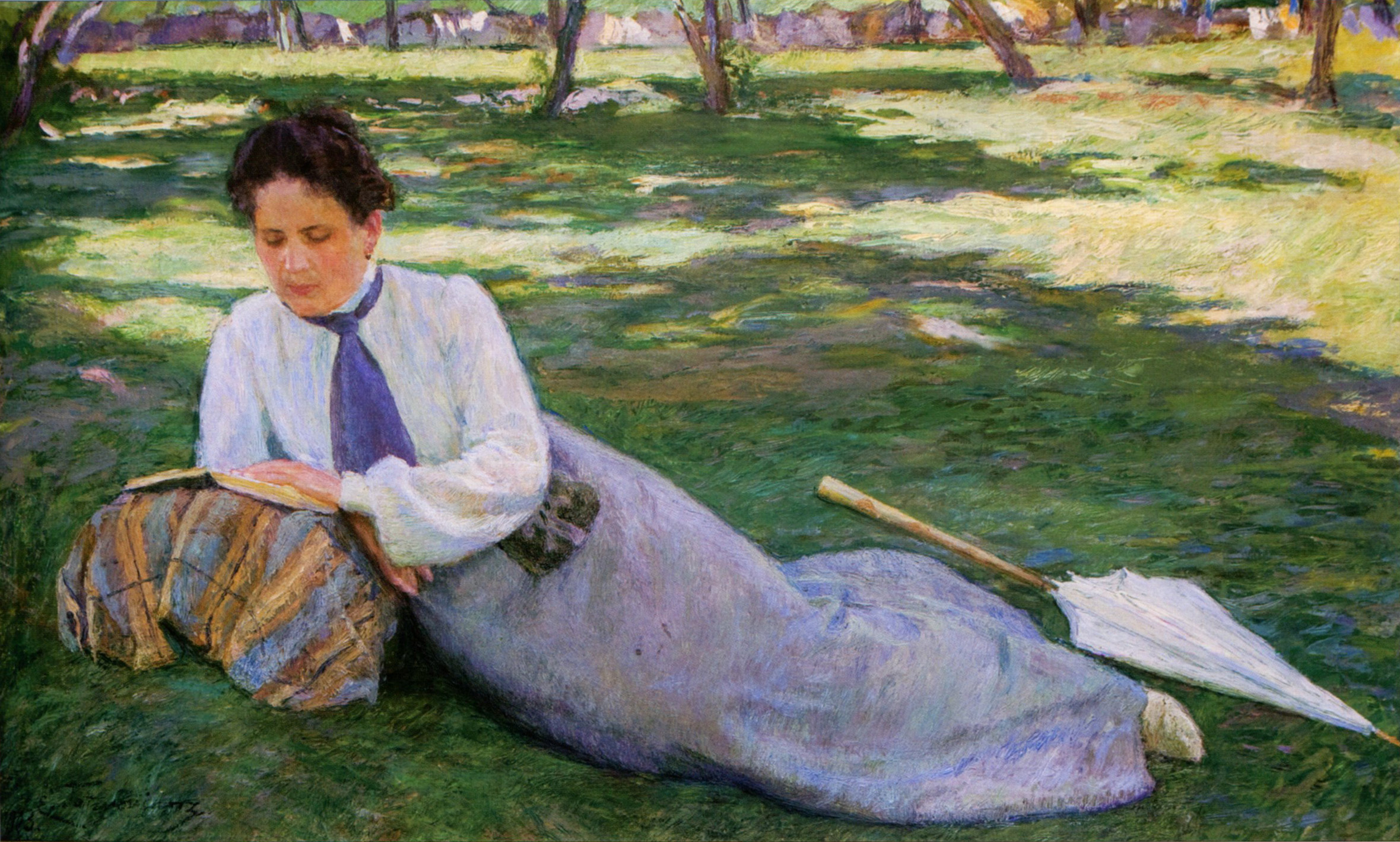
یک زن،  در حال مطالعه در باغ (۱۹۰۳)
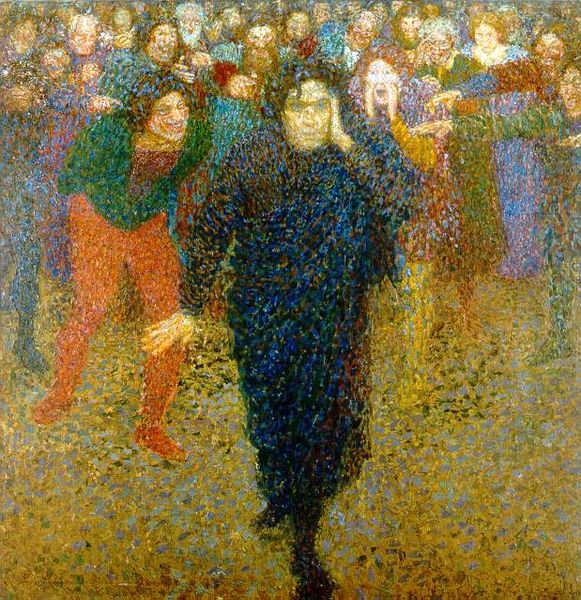
نابغه و جمعیت (۱۹۰۹)
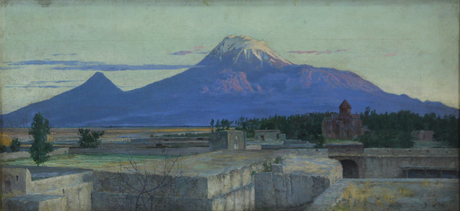
کوه آرارات از واغارشاپات (۱۸۹۵)
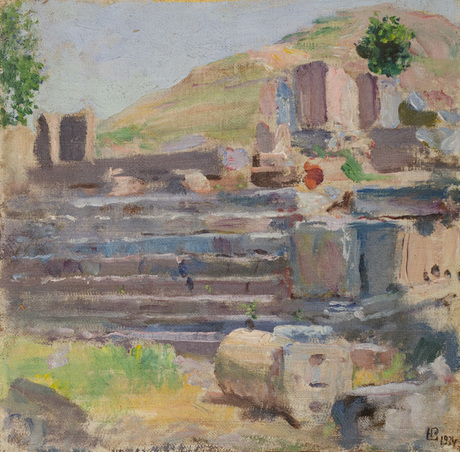
گارنی (روستا) (۱۹۳۴)
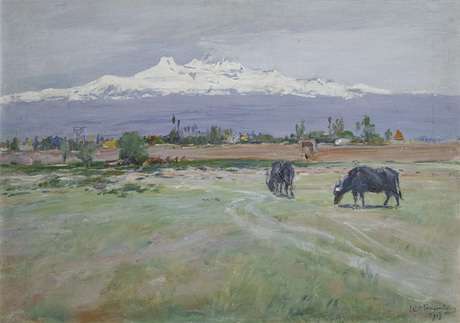
آراگاتس (۱۹۱۷)
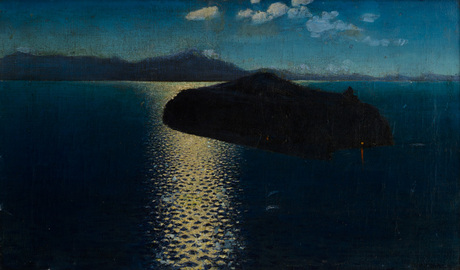
دریاچه سوان در شب
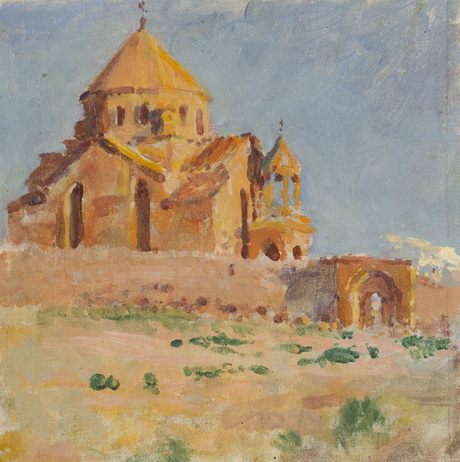
کلیسای هریپسیمه مقدس (واغارشاپات) (۱۹۱۳)
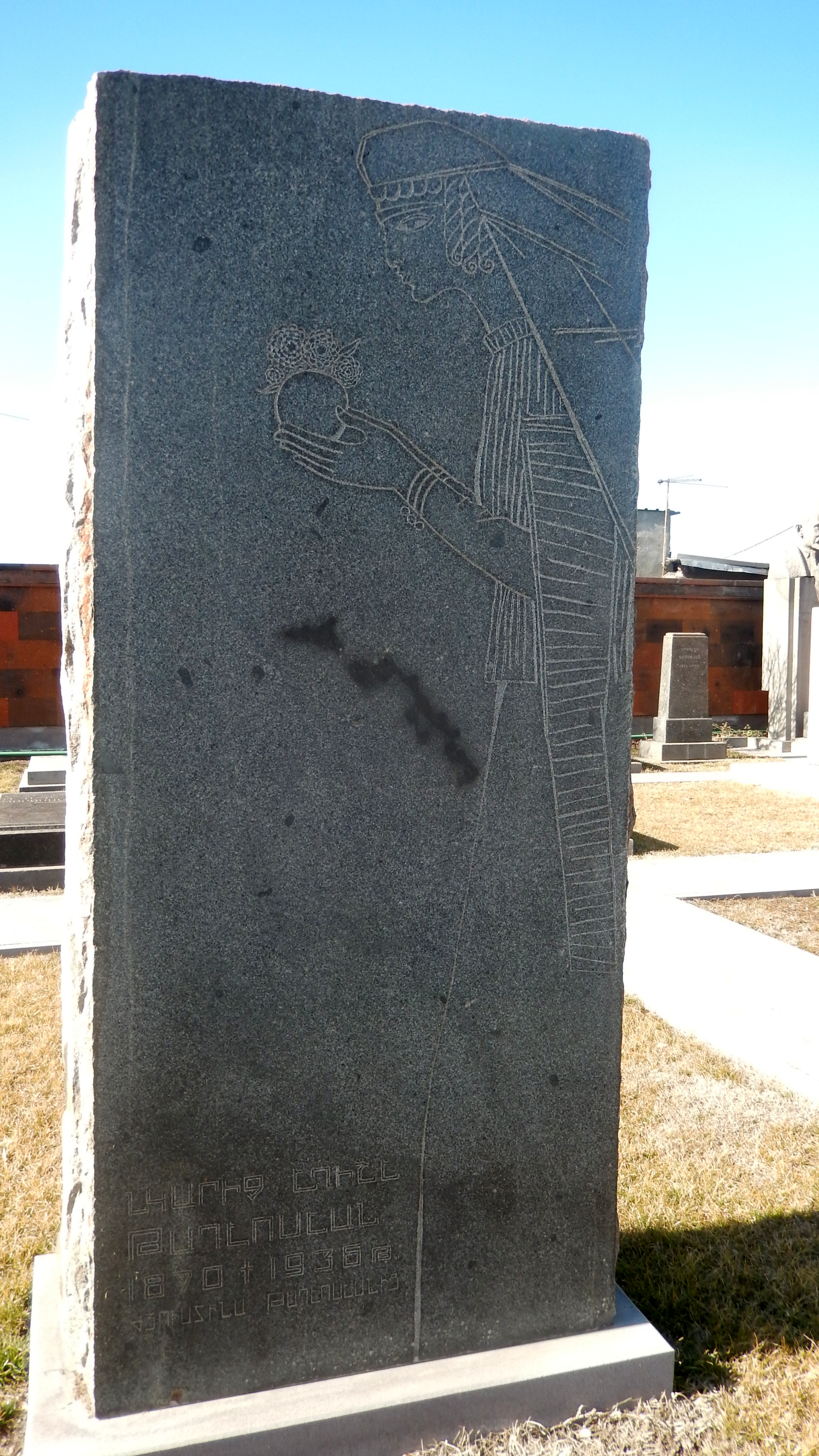
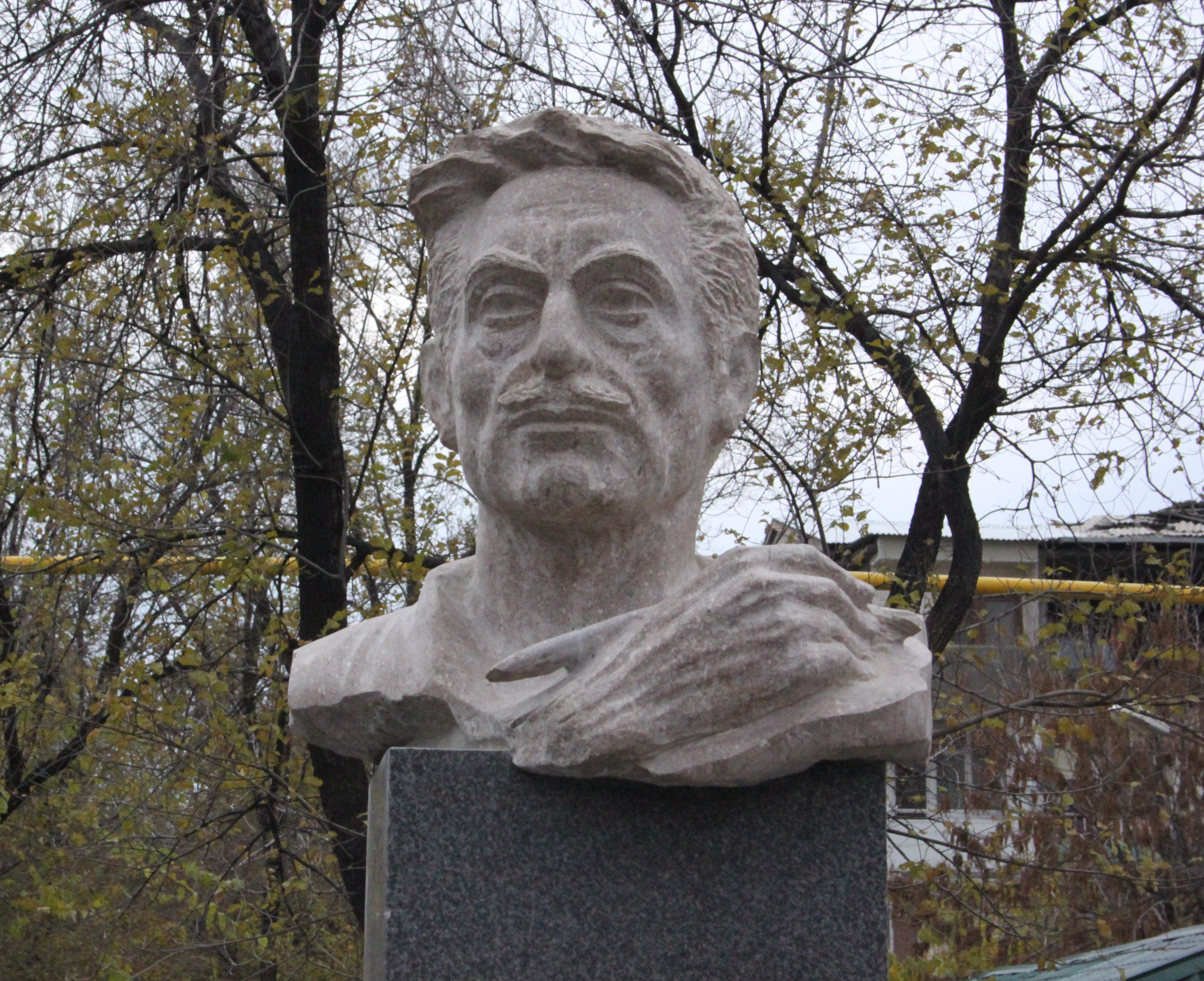

## برای مطالعهٔ بیشتر
- Marina Hakobyan, Eghishe Tadevosyan 1870-1936, National Gallery of Armenia, 2006 شابک ‎۹۷۸−۹۹۳−۹۰۰۸۴−۲−۴